# Tococa erythrophylla
Tococa erythrophylla är en tvåhjärtbladig växtart som först beskrevs av Ernst Heinrich Georg Ule, och fick sitt nu gällande namn av John Julius Wurdack. Tococa erythrophylla ingår i släktet Tococa och familjen Melastomataceae. Inga underarter finns listade i Catalogue of Life.